# ماركوس أكوستا
ماركوس أكوستا (بالإسبانية: Marcos Acosta) (7 ديسمبر 1991 بباراغواي - ) هو مدرب كرة قدم وحكم كرة قدم ولاعب كرة قدم باراغواياني في مركز الوسط. لعب مع نادي فيتوريا سيتوبال وناسيونال أسونسيون وTacuary ‏ وروبيو نيو ‏.

## وصلات خارجية
- ماركوس أكوستا على موقع قاعدة بيانات كرة القدم.إي يو (الإنجليزية)
- ماركوس أكوستا على موقع Soccerway.com (الإنجليزية)